# Bruce Weitz
Bruce Peter Weitz (ur. 27 maja 1943 w Norwalk) – amerykański aktor charakterystyczny. 
Odtwórca roli detektywa sierżanta Michaela „Mick’a” Belkera w serialu policyjnym NBC Posterunek przy Hill Street (1981–1987), za którą w 1984 zdobył nagrodę Emmy dla najlepszego aktora drugoplanowego w serialu dramatycznym, a także dwukrotnie w 1985 i 1986 był nominowany do Złotego Globu dla najlepszego aktora drugoplanowego w serialu, miniserialu lub filmie telewizyjnym.

## Życiorys
Urodził się w Norwalk w Connecticut w rodzinie żydowskiej jako syn Sybil (z domu Rubel), gospodyni domowej, i Josepha Weitza, właściciela sklepu monopolowego. Uzyskał tytuł licencjata i magistra w Carnegie Institute of Technology w Pittsburghu przy Carnegie Mellon University. W 1966 zadebiutował w teatrze regionalnym Long Wharf Theatre w New Haven w przedstawieniu Och, jaka piekna wojna!. Następnie kształcił się w teatrach regionalnych, takich jak Guthrie w Minneapolis w Minnesocie (1967) i Actors Theatre w Louisville w Kentucky (1971-1973).
W 1970 wystąpił jako Polo Pope w sztuce Michaela V. Gazzo Kapelusz pełen deszczu w nowojorskim Equity Library Theatre. W 1972 grał w Goodman Theatre Center w Chicago w spektaklu W sprawie J. Roberta Oppenheimera Heinara Kipphardta. W 1973 występował w produkcjach off-Broadwayowskich: Uwarunkowanie Charliego Jeden jako Roland i Ciarki jako Sam. W 1975 trafił na Broadway w podwójnej roli Biffa i Happy’ego w sztuce Arthura Millera Śmierć komiwojażera u boku George’a C. Scotta. 
W 1975 poślubił aktorkę Cecilię Hart, 12 lutego 1982 rozwiedli się. 2 grudnia 1986 zawarł związek małżeński z Vivian Davis, z którą ma syna. 

## Filmografia

### Filmy
- 1990: Śledztwo na Rainbow Drive jako Dan Crawford
- 1998: Dzień zagłady jako Stuart Caley, szef Jenny w MSNBC
- 2002: Wpół do śmierci jako Lester McKenna

### Seriale
- 1975: Columbo jako Cook
- 1975: Ryan’s Hope jako zastępca prokuratora okręgowego Benjamin Levine
- 1976: Kojak jako współpracownik Cordicka
- 1978: Happy Days jako Robert Clark
- 1978: Holocaust jako więzień
- 1981–1987: Posterunek przy Hill Street jako Mick Belker
- 1982: Saturday Night Live jako sierżant Mick Belker
- 1987: Matlock jako porucznik Jim Manning
- 1994: Nieśmiertelny jako Tommy Sullivan
- 1994: Życie jak sen jako policjant
- 1994: Ucieczka do raju jako dr Murray Rubenstein
- 1994: Batman jako Lock-Up (głos)
- 1994: Nowe przygody Supermana jako Martin Snell
- 1995: Z Archiwum X jako Moe Bocks
- 1995: Prawdziwe potwory jako Luxor / Porg (głos)
- 1995: Napisała: Morderstwo jako dr Max Franklin
- 1996: Cybill jako oficer Bart Coleman
- 1996: Nowojorscy gliniarze jako Lawrence Curry
- 1996–1998: Superman jako Bruno Mannheim (głos)
- 1997: JAG jako starszy bosman Paul Bauwer
- 1998: Portret zabójcy jako Bill Porter
- 2000: Strażnik Teksasu jako kapitan Ryder
- 2000: Prezydencki poker jako lider większości w Senacie
- 2000–2001: Magia sukcesu jako Edward Rufo
- 2002: Brygada ratunkowa jako wujek Mike
- 2002–2003: Potyczki Amy jako Martin
- 2003: Ostry dyżur jako radny John Bright
- 2003: Kancelaria adwokacka jako prokurator okręgowy Robert Webb
- 2004: Sue Thomas: Słyszące oczy FBI jako Wes Kenner
- 2004: JAG jako Hank Olin
- 2005: Chirurdzy jako Edward Levangie
- 2007: Dexter jako Lenny Asher
- 2007–2012: Szpital miejski jako Anthony Zacchara
- 2008: CSI: Kryminalne zagadki Las Vegas jako Leon Slocomb
- 2013: Żar młodości jako Barry